# Mareanivka, Haisîn
Mareanivka (în ucraineană Мар`янівка) este un sat în comuna Kuna din raionul Haisîn, regiunea Vinnița, Ucraina.

## Demografie
Componența lingvistică a localității Mareanivka
     Ucraineană (98,26%)
     Rusă (1,23%)
     Alte limbi (0,4%)
Conform recensământului din 2001, majoritatea populației localității Mareanivka era vorbitoare de ucraineană (98,26%), existând în minoritate și vorbitori de rusă (1,23%).